# 印度共产党（马克思主义）
印度共产党（马克思主义），简称印共（马）（CPI(M)），成立于1964年11月7日，分裂自印度共产党，目前是印度最大的共产主义政党和喀拉拉邦执政党。

## 历史

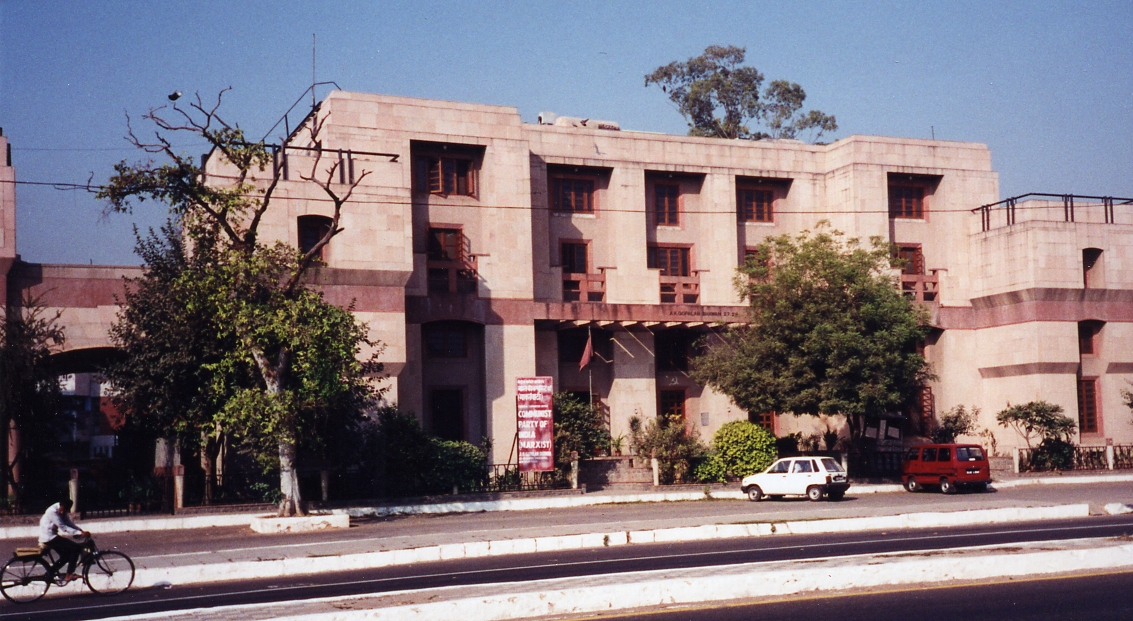
位于德里的印度共产党（马克思主义）总部

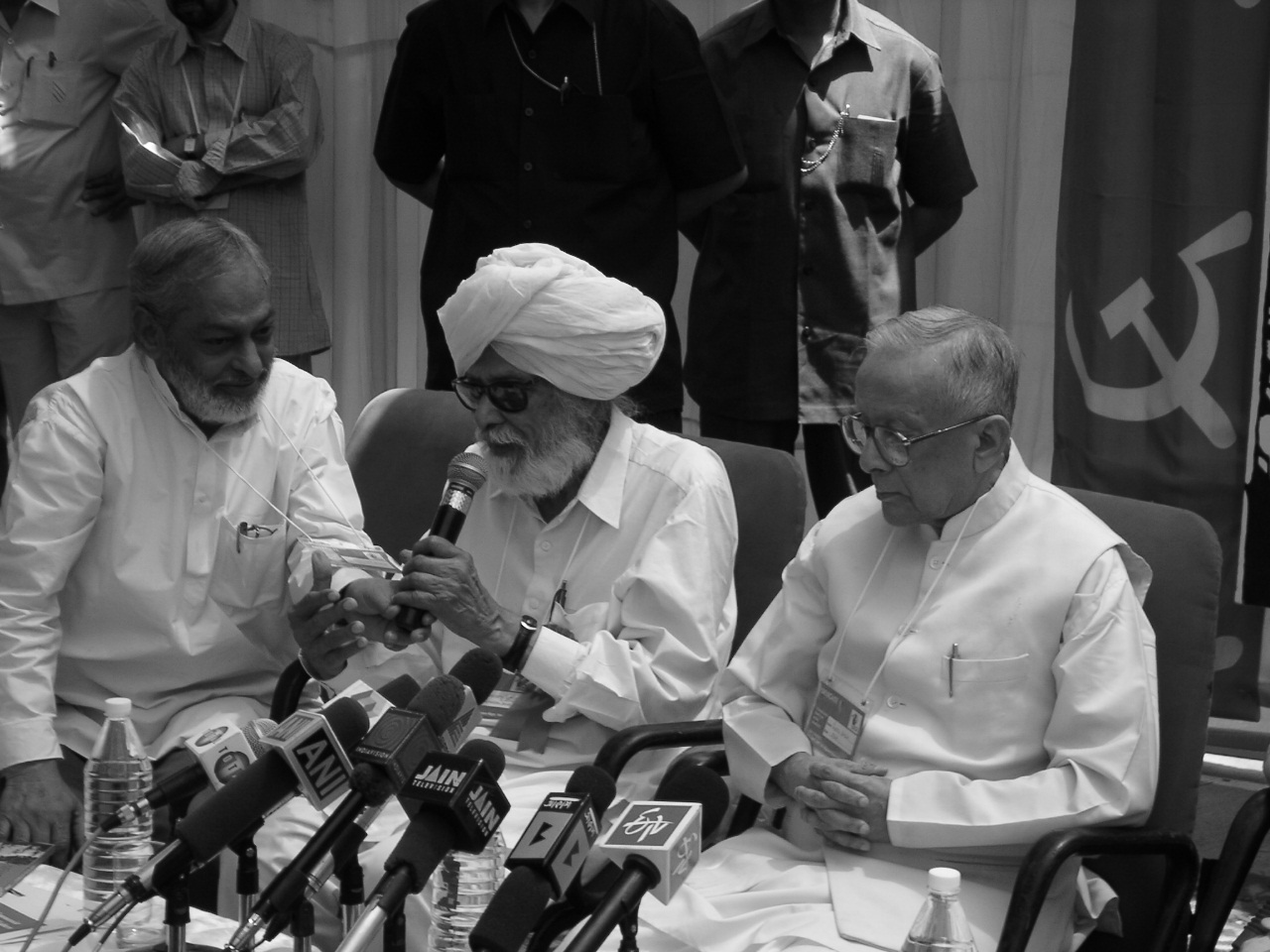
印度共产党（马克思主义）前总书记哈基申·辛格·苏吉特和西孟加拉邦前首席部长喬蒂·巴蘇

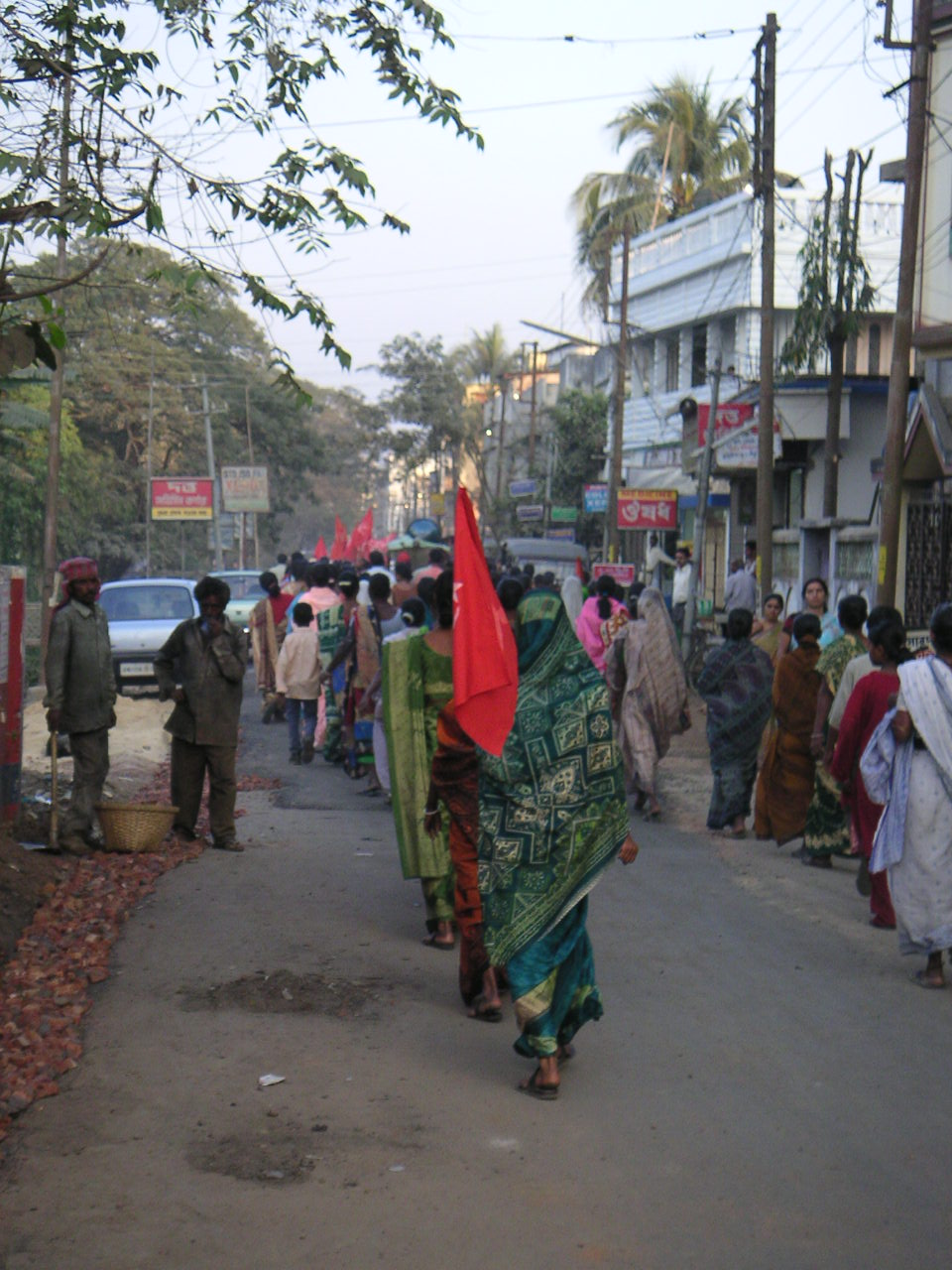
印度共產黨（马克思主义）在阿加爾塔拉的集會

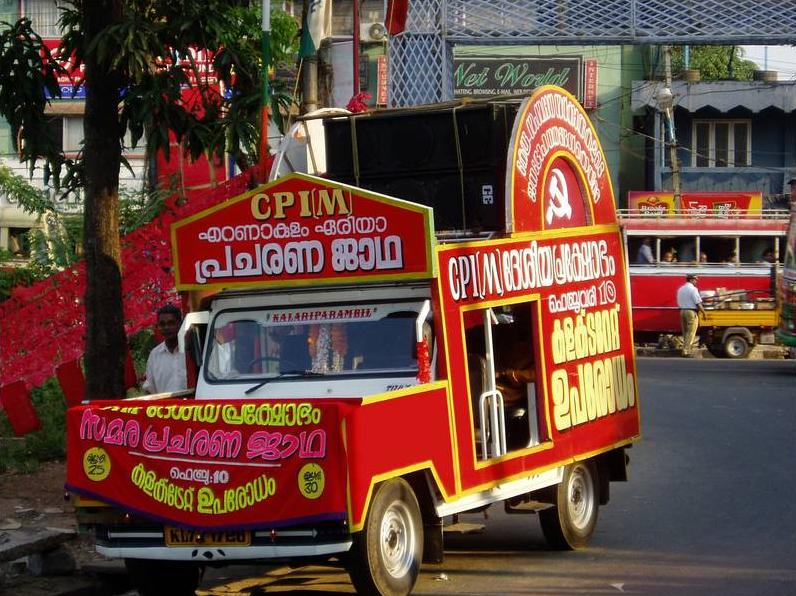
埃爾納古勒姆的印度共产党（马克思主义）宣傳車

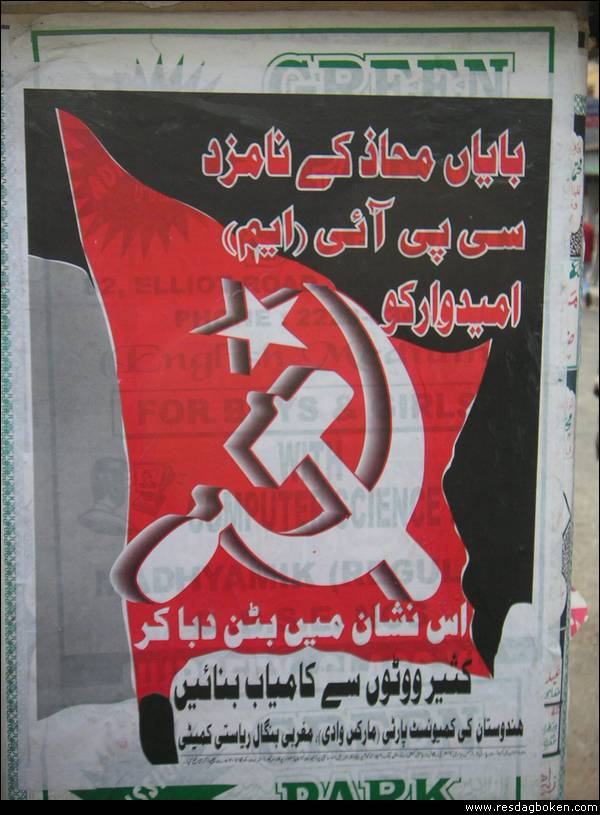
印度共產黨（马克思主义）在加爾各答用烏爾都語书写的選舉海報：“投給印度共產黨（马克思主义）候選人，請蓋這裡。”

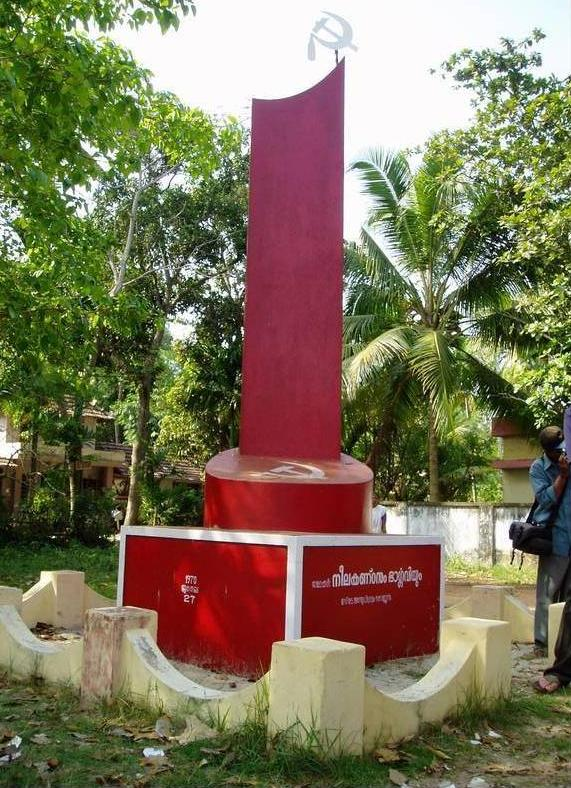
位于喀拉拉邦哈里帕达的印度共产党（马克思主义）烈士殉難紀念碑

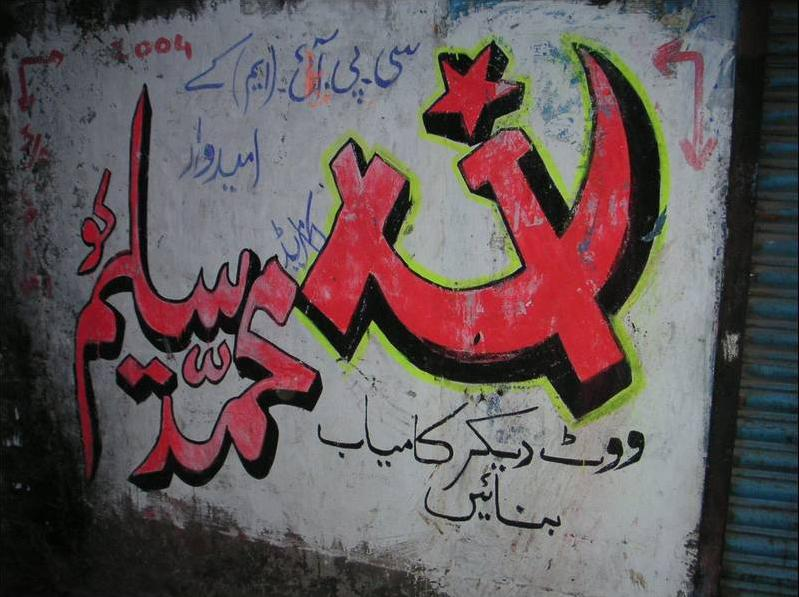
在2004年人民院選舉中，印度共產黨（马克思主义）在加爾各答東北部選區的候選人穆罕默德·萨利姆的烏爾都語竞选壁畫

### 从印度共产党中分裂
印度共產黨（马克思主义）是從印度共产党分裂出來的政黨。分裂前的印度共產黨在二次大戰期間的幾年經歷了快速得發展壯大。印度共產黨在特伦甘纳邦、特里普拉邦和喀拉拉邦等地領導武裝革命。然而，他們很快地放棄了武裝革命的革命路線，轉而採取體制內的議會溫和路線。1950年印度共產黨總書記同時作為黨內激進路線的主要代表的B. T. 拉纳迪韦由于“左傾冒險主義”被降職。
在尼赫魯領導的印度国民大会党政府统治下，獨立的印度與苏联發展出緊密的夥伴盟友關係。苏联政府因此希望印度共產黨針對印度政府採取溫和的態度批評，並扮演採取支援議會政府體制的角色。然而，廣大的印度共產黨基層認為，印度仍然還是一個半封建的國家，同時階級鬥爭不應只因為對蘇聯貿易及外交政策的安全利益目的而被居於次要地位。此外印度国民大会党（國大黨）普遍地對於政治上的競爭者表現出敵意。1959年中央政府介入干涉喀拉拉邦的地方統治，強力地推翻了E·M·S·南布迪里巴德內閣（印度唯一不是國大黨獨大的地方政府）。
同一個時間，蘇聯共產黨及中國共產黨之間的關係開始惡化。在1960年代早期，中共開始批評蘇共的「修正主義」路線背離馬列主義。中印關係也發生了變化，兩國於1962年在邊界上爆發中印戰爭，在戰爭期間，印度共產黨親中派與印度政府持對立態度，當時其他階級政黨宣稱這是一場社會主義者與資本主義者的衝突情況，並如此理解親中派立場。數以百計的印度共產黨領導幹部，像南布迪里巴德和兰纳迪夫，都被指控為親中派而陷入牢獄。數以千計的共產黨員未經審核即遭到拘留或逮捕。這些被指控的目標，是印度共產黨親蘇派領導與國大黨政府密謀聯手陷害，以確保他們在黨內的控制與領導地位。
1962年，印度共產黨中央總書記阿约艾·高士逝世。在他逝世之後什里帕德·阿姆里特·丹吉被推举担任新设的印度共產黨主席一職，南布迪里巴德任總書記。這種安排是為了在左右兩派之間達成妥協而做出的一種嘗試。丹吉代表了左派力量而南布迪里巴德代表了右派力量。
1964年4月11日，印度共產黨全國代表大會召開。32名委員會成員退席抗議, 他們指責丹吉和他的追隨者“制造分裂”和“反對共產主義。”
7月7日至7月11日，這32位成員所屬的派系在安得拉邦泰纳利召開了一場會議。在這次會議上，有關黨內辯論的議題被拿出來討論。有146位代表出席，宣稱代表了10萬的印度共產黨黨員，參與了這場會議。這場會議決定於同年稍晚时候在加爾各答召開第七屆印度共產黨全國代表大會。
不同於印度共產黨的丹吉集团，這場泰纳利會議展示了大幅的中國共產黨領導人毛澤東的肖像做為標記。
1964年印度共產黨分裂後，印度共產黨（马克思主义）被外界稱為「左派共產黨」，印度共產黨则被稱為「右派共產黨」。

### 早期
印度共產黨（马克思主义）是在一個充滿敵意的政治氛圍中誕生，那時該黨在加爾各答舉行的會議上，大批領導與幹部在未經審判的情況下被逮捕關入監獄。同年12月29日至30日又有超過上千名的印度共產黨（马克思主义）幹部遭到逮捕，同樣地未經審判即關進牢獄。1965年新一波逮捕印度共產黨（马克思主义）幹部的浪潮發生在西孟加拉邦，由於該黨積極地鼓動抗議加爾各答電車票價上漲及抗議普遍地食物危機。全國性的大罷工分別在1965年8月5日、1966年3月10日至11日及1966年4月6日舉行。1966年的全國大罷工遊行中與警方對抗導致一些人在其中喪命。
1965年，在喀拉拉邦，同樣有大批印度共產黨（马克思主义）幹部持續地被逮捕。1966年6月12日到19日印度共產黨（马克思主义）中央委員會舉行第一次會議，定期召開的中央委員會會議延遲舉行的理由，是因為一些在加爾各答會議上被選為新任中央委員會委員的成員此時被打入牢獄之中。

### 1967年大选
1967年印度议会下議院舉行選舉，印度共產黨（马克思主义）共提名59位候選人，最後一共有19位當選，該黨一共獲得了大約620萬的選票，佔全國得票率4.28%。相比之下印度共產黨獲得了5.11%的全國得票率並當選23席。同一時間舉行的各邦地方議員選舉，印共（马）成為西孟加拉邦與喀拉拉邦的多數黨。南布迪里巴德在喀拉拉邦組織了聯合陣線政府。在西孟加拉邦，印度共產黨（马克思主义）則是联合阵线政府背後組成的主要力量，西孟加拉邦首席部長則由孟加拉大会（从國大黨分裂出来的地方政党）的阿约伊·穆克吉担任。

### 西孟加拉和喀拉拉聯合陣線政府的解散
1967年11月西孟加拉邦聯合陣線政府遭到中央政府解散，最初印度國大黨組織了由P.C. Joshi領導的少數政府取代，但這個政府也沒有維持很久，隨著聯合陣線政府宣告瓦解後，一場48小時的大罷工抗爭有效地遍及該邦各地。Joshi內閣倒台之後，該邦即接受印度總統的領導統治。印度共產黨（马克思主义）發起抗議對抗中央政府對西孟加拉邦地方政治的干涉。
1968年12月23日至29日印度共產黨（马克思主义）在喀拉拉邦的科钦召開第8屆黨代表大會。
由於印度共產黨、RSP、KTP和穆斯林聯盟的部長集體辭職，喀拉拉的联合阵线政府在1969年10月被迫解散，南布迪里巴德在10月24日提出辭呈。隨後，由印度共產黨領導人C. Achutha Menon再成立一個排除國大黨的多黨聯合政府。

### 西孟加拉和喀拉拉邦选举
1969年，西孟加拉邦議會舉行新一輪的選舉，印度共產黨（马克思主义）提名97人參選，最後有80人當選。該黨现在仍是西孟加拉邦議會的最大党。然後隨著印度共產黨及孟加拉議會派的主動支持下，阿约伊·穆克吉重新出任該邦的首席部長，Mukherjee於1970年3月16日辭職。而後印度共產黨、孟加拉議會派與印度國大黨三派協定共同對抗印度共產黨（马克思主义）。印度共產黨（马克思主义）爭取組織該邦新政府，然而中央政府卻把該邦置於總統的接管之下。
喀拉拉邦的新一輪議會選舉在1970年舉行，印度共產黨（马克思主义）共提名73人，有29人當選。選舉之後Achutha Menon組織了一個包含印度國大黨成員在內的新政府。

### 組織印度工會聯盟中心
1964年分裂以后，印共（马）继续留在全印工会大会中。但由于印共（马）与印共的关系惡化，面对在西孟加拉邦和喀拉拉邦的背景，在全印工会大会中雙方公開分裂。1969年12月，8名印共（马）党员退出全印工会大会工作委员会会议，这8个人呼籲召開全印工會年會，該年會遂於1970年4月9日至10日在果阿舉行。這場年會決定了全印工會討論會於5月28日至31日在加爾各答舉行。而加爾各答會議則通過創建一個新的工會組織—印度工会中心，一個新的親印共（马）的工會組織運動。

### 东巴基斯坦战争爆发
1971年，孟加拉国（前东巴基斯坦）宣布从巴基斯坦独立。巴基斯坦军队试图镇压起义，印度干涉军主動給予孟加拉国抵抗運動支援。數以百萬計的孟加拉国難民前往印度，尤其是鄰近的西孟加拉邦避難。印度共產黨（马克思主义）盡力地投入大量的救援工作，動員該黨幹部在難民營中工作。

### 1971年大选
在孟加拉戰爭與英迪拉·甘地成為新興平民領袖的背景下，1971年印度國會下議院舉行選舉，印度共產黨（马克思主义）提名85席參選共有25席當選，政黨總得票數為751萬89票（佔全國總得票率的5.12%）。當選的25席中共有20席來自西孟加拉邦（包括Somnath Chatterjee，Burdwan選區選出）、2席來自喀拉拉邦（包括A.K. Gopalan，Trichur選區選出）、2席來自特里普拉邦（Biren Dutta和Dasarath Deb）還有1席來自安得拉邦。
就在同一年，西孟加拉邦、泰米爾納德邦、奧里薩邦三個邦的地方議會進行選舉。在西孟加拉邦，印度共產黨（马克思主义）有241位參選人，共贏得113席，政黨總得票數為424萬1557票（佔全邦總得票率32.86%）；在泰米爾納德邦，印度共產黨（马克思主义）提名37人，但全軍覆沒沒有人當選，共獲得25萬9298票（佔全邦總得票率的1.65%）；在奧里薩邦，該黨共提名11人最後有兩人當選，印度共產黨（马克思主义）獲得52785票（佔全邦總得票率1.2%）

### 1977年大選
1977年选举中，印度共产党（马克思主义）获得西孟加拉邦立法议会多数席位。該黨亦在多個邦取得不少議席。同年國大黨在大選中慘敗，三十年來首次失去執政權，共產黨亦在國會取得不少議席。

### 2011年地方选举
2011年西孟加拉邦大选，印共（马）的席位由选前的175席锐减至40席，丧失了长达34年的执政权。

## 历任总书记
| 任次 | 任期          | 肖像            | 姓名                 | 出身邦   | 参考文献      |
| ---- | ------------- | --------------- | -------------------- | -------- | ------------- |
| 1    | 1964年—1978年 | Sundarayya !    | 普查拉帕利·孙达拉雅  | 安得拉邦 | [ 13 ] [ 14 ] |
| 2    | 1978年—1992年 | Namboodiripad ! | E·M·S·南布迪里巴德   | 喀拉拉邦 | [ 15 ] [ 16 ] |
| 3    | 1992年—2005年 | Surjeet !       | 哈基申·辛格·苏吉特   | 旁遮普邦 | [ 17 ]        |
| 4    | 2005年—2015年 | Karat !         | 普拉卡什·卡拉特      | 喀拉拉邦 | [ 18 ]        |
| 5    | 2015年—2024年 | Yechury !       | 西塔拉姆·亚秋里      | 安得拉邦 | [ 19 ] [ 20 ] |
| 6    | 2025年至今    | Baby !          | 马里安·亚历山大·巴比 | 喀拉拉邦 | [ 21 ] [ 22 ] |

## 政党联盟
印度共产党（马克思主义）领导的多个邦级（地方性）左翼政党联盟统称左翼阵线（Left Front），主要有：西孟加拉邦的“左翼阵线”、特里普拉邦的“左翼阵线”和喀拉拉邦的“左翼民主阵线”。

## 组织
印共（馬）在2004年印度國會下議院選舉民調中（2004年5月），得到5.66%的支持度並將取得43席國會議員。競選結果則是該黨取得69席，並比預估平均值多了42.31%。該黨支持由新的國大黨領導的聯合進步聯盟政府，但並沒有成為該聯盟的一份子。
西孟加拉邦和特里普拉邦印共（馬）參與左翼陣線；在喀拉拉邦該黨是左翼民主陣線的一部份；在泰米爾納德邦則是民主進步聯盟的一部分。

### 主要下属群眾組織
- 印度民主青年联合会
- 印度学生联合会
- 印度工会中心
- 全印农民协会 (坎宁巷36号)
- 全印农业工人联盟
- 全印民主妇女协会
- 巴拉桑甘（英语：Balasangam）
- 印度银行雇员联合会（英语：Bank Employees Federation of India）
- 特里普拉邦原住人民解放委员会（英语：Ganamukti Parishad），特里普拉邦
- 部落青年联合会（英语：Tribal Youth Federation），特里普拉邦
- 阿迪瓦西福祉协会，喀拉拉邦

## 出版物
關於黨中央，每兩個星期就會出版 People's Democracy 人民的民主 （英語版） 和Lok Lehar （印地語版）。黨的組織核心理論是馬克思主義，會出版英語版季刊。

### 日报
- Ganashakti （西孟加拉邦，孟加拉語）
- Desabhimani （喀拉拉邦，馬拉雅拉姆語）
- Daily Desher Katha （特里普拉邦，孟加拉語）
- Theekathir （泰米爾納德邦，泰米爾語）
- Prajashakti （安得拉邦，泰盧固語）

### 周报
- Abshar （西孟加拉邦，烏爾都語）
- Swadhintha （西孟加拉邦，印地語）
- Desh Hiteshi （孟加拉語）
- Aikya Ranga （卡納塔克邦，卡納達語）
- Jeevan Marg （馬哈拉施特拉邦，馬拉地語）
- Samyabadi （奧里薩邦，奧利亞語）
- Deshabhimani Vaarika （喀拉拉邦，馬拉雅拉姆語）

### 双周刊
- Lok Jatan （中央邦，印地語）
- Lok Samvad （北方邦，印地語）
- Sarfarosh Chintan （古吉拉特邦，古吉拉特語）

### 月刊
- Shabtaab （烏爾都語）
- Yeh Naya Raste （查謨-克什米爾邦，烏爾都語）
- Lok Lahar （旁遮普語）
- Nandan （孟加拉語）
- Marxist （泰米爾語）

### 理论刊物
- Marxist （英語）
- Marxvadi Path （孟加拉語）
- Chinta （馬拉亞拉姆語）
- Marxist （泰盧固語）

### 出版社
- Leftword Books
- CPI（M） Publication
- National Book Agency （西孟加拉邦）
- Chinta Publication （喀拉拉邦）
- Prajasakti Book House （安得拉邦）
- Deshabhimani Book House （喀拉拉邦）

## 分裂组织
有很多政黨是從印度共產黨（马克思主义）分裂出來的，例如：
- 印度共產黨（馬列）
- 印度革命马克思主义党
- 印度马克思主义共产党（联合）
- 民主社会主义党（英语：Party of Democratic Socialism (India)），西孟加拉邦
- 人民民主阵线，特里普拉邦
- 人民斗争阵线（英语：Lok Sangharsh Morcha），旁遮普邦
- 奥里萨共产党，奥里萨邦
- 共产主义马克思主义党，喀拉拉邦

### 文章
- Search For Ways To Keep Marx Alive（页面存档备份，存于） Opinion on party structure by Sumanta Sen. The Telegraph Calcutta, India. March 31, 2005. Accessed April 1, 2005.
- Veteran Communists Honoured（页面存档备份，存于） News article on Party history conference. The Hindu. April 6, 2005. Accessed April 8, 2005.
- All you wanted to know about CPI-M（页面存档备份，存于） News article on CPI-M. Rediff News. April 8, 2005. Accessed April 8, 2005.
- An Upbeat Left by Venkitesh Ramakrishnan. Frontline Volume 22 - Issue 09, Apr. 23 - May. 06, 2005
- On the repression of Honda workers in Gurgaon, Haryana from the Anti-Caste Information Page
- Slaves of the Middle Kingdom

### 网站
- CPI(M) web site（页面存档备份，存于）
- CPI(M) Andhra Pradesh State Committee
- People's Democracy
- Leftword Books CPI(M) publishing house
- Ganashakti（页面存档备份，存于）
- Deshabhimani
- Prajashakti（页面存档备份，存于）